# Alexander Hackenschmied
Alexander Hackenschmied, pseudonym Hammid, narozen jako Alexander Siegfried Georg Smahel (17. prosince 1907 Linec – 26. července 2004 New York) byl český fotograf, publicista, kameraman a režisér, jenž patřil k nejvýznamnějším osobnostem české filmové a fotografické avantgardy. Je jedním z mála českých držitelů ceny americké filmové akademie Oscar za film Žít! (To Be Alive!).
Objevná je i jeho fotografická práce, zhodnocená teprve nedávno. Hammidův rukopis je ovlivněn jeho kameramanskou zkušeností, jeho formálně čisté fotografie se řadí do české Nové fotografie (Jiří Lehovec, Ladislav Emil Berka, Eugen Wiškovský).

## Život a dílo
Na počátku 30. let 20. století byl propagátorem světových avantgardních hnutí, uspořádal jednu z prvních projekcí avantgardních filmů v Praze, kde uvedl například filmy fotografa a všestranného dadaistického umělce Man Raye. Publikoval texty o filmu a fotografii, mj. v časopisu Pestrý týden. V Čechách natočil několik krátkých autorských filmů (Bezúčelná procházka, Na Pražském hradě) a spolupracoval jako kameraman, střihač a umělecký poradce na řadě hraných filmů a dokumentů (mj. Zem spieva – s Karlem Plickou, Listopad). Od roku 1935 pracoval pro propagační oddělení firmy Baťa ve Zlíně a měl mimo jiné příležitost doprovázet Jana Antonína Baťu na jeho „cestě kolem světa“. Od výpravy se však po zhruba dvou týdnech oddělil a natáčel vlastní materiál na Srí Lance a v Indii. Z tohoto materiálu později Elmar Klos sestříhal tři dokumentární filmy – Chudí lidé, Řeka života a smrti a Vzpomínka na ráj.[zdroj?]
V roce 1938 mu byla nabídnuta práce kameramana na dokumentárním filmu Herberta Klina Krize o politické situaci v česko-německém pohraničí. Dokončení filmu v roce 1939 však proběhlo již v USA, kam na začátku roku přes Francii emigroval.[zdroj?]
Do dějin kinematografie se zapsal především jako autor filmu Meshes of the Afternoon (1943), který natočil společně se svou tehdejší manželkou Mayou Deren. Tento film je dnes uváděn jako iniciační a zároveň nejpodstatnější titul tzv. druhé americké avantgardy. Později spolupracoval jako kameraman a střihač i na dalších filmech Deren. O rok později natočil pro americkou agenturu Office of War Informations snímek Hymn of the Nations, který byl nominován na Oscara v kategorii nejlepší krátký dokumentární film.[zdroj?]
Po roce 1961 začal spolupracovat s F. Thompsonem a jako spolurežisér a střihač vytvořil řadu multiprojekčních a IMAX filmů pro světové výstavy. V roce 1965 obdržel cenu americké filmové akademie Oscar za film Žít! (To Be Alive!) v kategorii krátkometrážních filmů.

## Příbuzenstvo
Jeho syn byl Tino Martin Hammid, fotograf.
Jeho sestřenicí byla spisovatelka Helena Šmahelová.